# 孔敬宗
孔敬宗（？—1162年），字仲先，金朝辽阳人。
祖先是东垣人，后晋时迁徙到辽阳。辽朝末年，为宁昌刘宏幕官，劝刘宏降金，作遂为向导，攻克显州，以功补授顺安令。金太祖天辅二年（1118年），率懿州民迁徙内地，授为世袭猛安、知安州事。率军跟随完颜宗望攻北宋、攻克开封府，受命守汴京，被任命为静江军节度使。海陵王完颜亮时，历任宁昌军、归德军节度使，致仕。金世宗大定二年去世。